# Conseil régional de la Guyane
Cité administrative régionale de la Guyane, Cayenne
Le conseil régional de la Guyane est une assemblée délibérante de la région français de Guyane active de 1974 à 2015. A cette date elle est remplacée par l'assemblée de Guyane.

## Histoire
Le conseil régional est créé en 1974 comme assemblée de l'établissement public de la région de Guyane. En 1983, l’établissement public régional de la Guyane devient le conseil régional de la Guyane, assemblée délibérante de la région : les premières élections des conseillers régionaux, au suffrage universel direct et à la proportionnelle, se tiennent le 20 février 1983.
En vertu d'une loi organique et d'une loi ordinaire en date du 27 juillet 2011,, la Guyane devient une collectivité territoriale unique dotée d'une assemblée. Cette dernière est élue en décembre 2015 et se substitue au conseil régional et au conseil général.

## Siège
À partir de 2005, le conseil régional siège au sein de la Cité administrative régionale (CAR), située dans la périphérie Est de Cayenne.

## Composition
Le conseil régional est composé de 31 membres, élus au suffrage universel pour six ans.

## Présidents
| Période     | Nom                | Parti |
| 1974 - 1980 | Serge Patient      | UDF   |
| 1980 - 1982 | Jacques Lony       | PSG   |
| 1982 - 1992 | Georges Othily     | PS    |
| 1992 - 2010 | Antoine Karam      | PSG   |
| 2010 - 2015 | Rodolphe Alexandre | DVD   |